# Hudson Strumpffabrik
Die Hudson Strumpffabrik, Stuttgart-Vaihingen, war Ende des 20. Jahrhunderts einer der größten Strumpfhersteller in Deutschland. Im September 1973 übernahm sie den Konkurrenten ARWA.
1978 geriet Hudson selbst in finanzielle Schwierigkeiten und wurde vom Mitbewerber Kunert AG übernommen. Zu dieser Zeit hatte Hudson vier inländische Werke – in Hof, Horb am Neckar, Berlin-Spandau und Vilsbiburg – und je eine Fertigungsstätte in Griechenland und Italien.
Das seit 1959 in Hof bestehende Werk wurde 1994 geschlossen.